# Slovenska vojska
Slovénska vôjska (kratica: SV) so vse organizirane formacijske in druge kadrovske sestave, namenjene za izvajanje vojaške obrambe Republike Slovenije, ki so pod enotnim poveljstvom, z enotnimi oznakami pripadnosti SV in odkrito nosijo orožje. Slovenska vojska je nastala leta 1994 iz takratne Teritorialne obrambe Republike Slovenije (TO). Sprva je vojska temeljila na naborniškemu sistemu, ki pa je bil leta 2003 ukinjen, nadomestila pa ga je profesionalna vojska. Velika prelomnica za Slovensko vojsko je bil vstop Slovenije v NATO. Danes je Slovenska vojska moderna oborožena sila s 6206 pripadniki stalne in 968 pripadniki rezervne sestave, ki izvaja različne naloge doma in po svetu.
Vrhovni poveljnik Slovenske vojske je predsednik Republike Slovenije, načelnik Generalštaba Slovenske vojske pa skrbi za njeno operativno delovanje. Trenutni načelnik je generalpodpolkovnik Robert Glavaš, trenutni glavni podčastnik pa višji štabni praporščak Danijel Kovač.

## Zgodovina

### Zgodnji srednji vek

#### Kneževini Karantanija in Karniola
Slovenska vojaška zgodovina sega v 7. stoletje, ko so se Avarom podrejeni Slovani na današnjem slovenskem pridružili uporu Sama, po rodu najvrjetneje Franka, ki je izkoristil priložnost, se dokazal v boju Slovanov proti Avarom in postal kralj srednjeevropske in prve znane slovanske državne tvorbe, kateri je vladal do svoje smrti leta 658 in ki je obsegala tudi Karantanijo v Vzhodnih Alpah. Alpskim Slovanom je v tistem času vladal knez Valuk. Po Samovi smrti je Samova zveza razpadla in Obri so obnovili oblast nad večjim delom slovanske srednje Evrope, ne pa tudi nad alpskimi Slovani, ki so ohranili polno samostojnost vse do leta 740. Karantanija je bila najstarejša politična tvorba zgodnjega srednjega veka v Vzhodnih Alpah, ki je nastala v bojih proti Avarom na vzhodu in Germanom (Bavarcem, Langobardom in Frankom) na zahodu.
Zaradi avarske grožnje so Karantanci okoli leta 740 pod knezom Borutom prosili za pomoč Bavarce. Ti so se odzvali in skupaj s Karantanci leta 743 premagali Obre, Karantanija pa je v zameno morala sprejeti krščanstvo in priznati Frankovsko nadoblast, s čimer je izgubila zunanjo samostojnost. Karantanska vladarska rodbina je morala na Bavarsko poslati talce, ki so tam sprejeli krščansko vero in plačevali tribut. Ko so Bavarci prišli pod oblast Frankov, so Karantanci spadali v vplivno območje Frankovske države.
Posebnost v zgodovini alpskih Slovanov zgodnjega srednjega veka so predstavljali kosezi. V kneževini Karantaniji so bili to verjetno oboroženi knezovi spremljevalci. V zameno za vojaško službo jim je knez dajal zemljiško posest. Sodelovali so pri izbiranju in ustoličevanju novih knezov. Po propadu Karantanije so deloma vstopili med plemstvo, deloma pa so postali navadni kmetje, vendar so do 13. stoletja ohranili številne privilegije, na primer osebno svobodo.
Karantanci in Kranjci so se udeleževali bojev proti Frankom. Leta 818 so se pridružili uporu slavonskega kneza Ljudevita Posavskega proti uvajanju novih frankovskih fevdalnih razmerij in zakonov ter proti pokristjanjevanju. Karantanci so se v letih 819 in 820 večkrat uprli frankovski vojski ob Dravi, vendar so bili že leta 820 premagani. Ker so se domači knezi pokazali kot nezanesljivi zavezniki Frankom, so jih ti zamenjali s frankovskimi grofi. Karantanija je postala grofija, podobno pa se je zgodilo tudi s Karniolo, prav tako slovansko državo v Alpskem prostoru, ki je Frankovsko nadoblast priznala najkasneje v 8. stoletju.

#### Spodnja Panonija
Spodnjo Panonijo je v 9. stoletju dobil v fevd slovanski knez Pribina, potem ko so Franki na tem območju uničili avarsko gospostvo. Kot frankovski mejni grof je skrbel za obrambo pred napadi Bolgarov in Moravanov. V opustošeno Panonijo je naseljeval koloniste iz Karantanije. Njegov naslednik Kocelj se je želel osamosvojiti in zato zaupal cerkveno bogoslužje bratoma Cirilu in Metodu, ki sta ga opravljala v slovanskem jeziku. Spodnja Panonija je postala središče slovanskega cerkvenega in kulturnega delovanja. Konec 9. stoletja so v ta prostor prodrli Madžari.

#### Velika Karantanija
Zaradi madžarskih vpadov se je več mejnih grofij povezalo v tako imenovano Veliko Karantanijo, ki naj bi preprečila madžarski prodor v Evropo. Ogri so se naselili v Panonski nižini in ko so prenehali vpadati v srednjo Evropo, je leta 1002 propadla tudi Velika Karantanija.
Konec Velike Karantanije je označeval začetek nastajanja posameznih zgodovinskih dežel.
Ker je bil deželni knez od deželnih stanov finančno odvisen, so slednji dosegli, da so se v okviru vojaške službe bojevali le v svoji deželi oziroma jo branili. Za osvajalne pohode je moral deželni knez plačati tuje najemnike. Deželna vojska je postala obrambna, deželno plemstvo je bilo v vojaškem smislu vezano na deželo, imelo je lastno pravo in posebne ugodnosti.

### 15. in 16. stoletje
V 15. in 16. stoletju je prišlo v vojskovanju do velikih sprememb. Viteško vojsko je zamenjala vojska vojakov najemnikov, med obema pa so bile bistvene razlike; viteška vojska je bila plemiška vojska. Fevdni sistem je namreč temeljil na vojaški službi, ki jo je plemič obljubil višjemu plemiču, od katerega je v zameno za zvestobo dobil zemljo v fevd (ne v last). Fevdi so sicer v visokem srednjem veku postali dedni, vendar je dolžnost vojaške službe in osebne vdanosti ostala. Za viteško vojsko je veljala viteška etika, tj. poseben kodeks obnašanja. Vitezi so imeli vojsko konjenice in so se bojevali s hladnim orožjem. Zaradi tehničnega razvoja orožja in uveljavitve strelnega orožja na smodnik so viteški oklepi postali prebojni. Tako je bila nova vojska mušketirjev ali landsknechtov oblečena v obleke iz bogatih materialov (npr. žamet, svila …), oborožena je bila s hladnim in z novim strelnim orožjem (npr. mušketa, arkebuza …). Vojaki niso bili več le plemiči, temveč so najemniško službo opravljali tudi nižji družbeni sloji. Zaradi teh sprememb se je spremenila tudi etika bojevanja, ki je postalo nasilno; kadar vojaki za nagrado niso dobili obljubljenega plačila, so temeljito izropali območje, na katerem so bili, in se surovo znašali nad prebivalstvom.
Vojsko so v tem obdobju na bojišču razvrščali v pravilne kvadratne, imenovane kareji. Kareji so bili lahko polni vojakov, oboroženih s sulicami in z meči, imenovani tudi jež, votli kareji pa so bili sestavljeni iz suličarjev in strelcev, saj je novo orožje na smodnik zahtevalo drugačno postavitev vojakov.
Na Slovenskem so bili najbolj cenjeni domači najemniki (kmečki sinovi, ki so bili določeni, da bodo dedovali kmetijo), ker se po končani vojaški akciji niso znašali nad lokalnim prebivalstvom in niso ropali. Posebnost slovenskega prostora je bila črna vojska, ki so jo Habsburžani ustanovili, da bi zavrnili turško nevarnost. V seznamih so popisali prebivalstvo in kmetom določili vojaško obveznost. Tako je bilo določeno, koliko kmetij mora oborožiti enega kmeta in ga poslati na vojaško službo. To je bilo za kmečko prebivalstvo veliko breme, ko pa je prišlo do kmečkih uporov in so kmetje izkoristili svoje vojaške izkušnje, je postalo nevarno tudi za plemiče. Leta 1578 je bila zato črna vojska prepovedana in kmetje so se morali razorožiti.

### Turški vpadi
Turki so v slovenske dežele vpadali v 15. in 16. stoletju, vendar jih niso nikoli osvojili.

#### Prvo obdobje
Prvo obdobje turških vpadov je trajalo od leta 1408 do 1421. Ti vpadi so bili sporadični z izključno roparskim namenom, ki je poleg materialnih dobrin vključeval tudi ljudi, ki so jih v Turškem cesarstvu prodali kot sužnje. Izvajali so jih spahije, konjenice turških fevdalcev, iz Bosne v manjših skupinah. V prvi fazi je bila na Slovenskem prizadeta predvsem Bela krajina. Šlo je za prvo srečanje krščanskega prebivalstva s turškim oziroma muslimanskim na slovenskih tleh.
V obdobju od leta 1421 do leta 1469 na slovenskem ozemlju ni bilo turških vpadov. Razlogov za prenehanje turške dejavnosti je več:
- gre za obdobje vzpona celjske plemiške rodbine, katere zadnji zakoniti potomec Ulrik II. Celjski je bil poročen s sestro turškega sultana Murata II., ki je bila hči srbskega despota Jurija Brankovića. Ta sorodstvena povezava je verjetno deloma vplivala na prenehanje turških roparskih vpadov na Slovenskem;
- obrambne akcije ogrskega kralja Matije Korvina na Ogrskem in obrambne akcije albanskega fevdalca Gjergja Kastriota Skenderbega so precej zaposlovale turške oborožene sile;
- turška vojaška moč je bila usmerjena v osvajanje utrjenega mesta Bizanca, ki je bil zadnji ostanek prej obsežnega Bizantinskega cesarstva.

Prenehanje turških vpadov ni pomenilo miru za slovenske dežele. To je bil hkrati čas vojn med Celjani in Habsburžani, po izumrtju celjske plemiške rodbine pa vojn za njihovo dediščino.

#### Drugo obdobje
Drugo obdobje turških vpadov je trajalo od leta 1469 do leta 1483. To je čas najsilovitejših vpadov. Namen spahij in akindžij je bil dežele izropati, gospodarsko izčrpati in jih zatem še okupirati. Vpadi so prizadeli Kranjsko, Štajersko, Koroško, pa tudi Goriško, čez katero so Turki vpadali v Furlanijo, kjer so vodili vojne z Benetkami.

#### Tretje obdobje
V letih 1520 do 1655 je bilo tretje obdobje turških vpadov v slovenske dežele. V tem obdobju se je socialna struktura vpadnikov spremenila. Vpade so izvajali številčno majhni oddelki martolozov. Hkrati pa so v tem obdobju na Štajerskem prvič videli tudi glavnino turške vojske, ki se je leta 1532 čez slovensko ozemlje premikala na Dunaj pod poveljstvom sultana Sulejmana. Po bitki pri Mohaču, ko so Turki okupirali večino Ogrske, je grozila večja nevarnost tudi slovenskim deželam, v katerih so začeli uresničevati pospešene obrambne ukrepe.

### Kmečki upori
Fevdalci so zaradi gospodarskih in socialnih sprememb na kmeta vedno bolj pritiskali in vpeljevali nove davščine, povečevali tlako, kar so na Slovenskem še dodatno zaostrovali stroški za obrambo pred Turki, ki so v tistem času redno vpadali in pustošili po deželah. Zgodnji novi vek (16.–18. stoletje) je kmetu zaradi gospodarskega razvoja in napredka prinašal tudi številne ugodnosti, kot je bila priložnost za zaslužek s trgovino. Poleg vse večjega pritiska davščin so tako velikokrat glavno iskro za upor sprožili prav poskusi fevdalcev, da bi kmetom onemogočili ali omejevali trgovanje. Kmetje so se v uporih si zavzemali za nižje oz. stare davke in obveznosti iz fevdalnega sistema, pri čemer se novosti sprememb, ki so jim koristile, niso branili.
Kmečkih uporov na prehodu iz srednjega v novi vek je bilo na slovenskem prostoru več kot 100, in čeprav niso bili uspešni pri doseganju konkretnih zahtev, so vplivali na to, da so fevdalce opozorili glede pretiranega višanja davščin in tlake.

### Bitka pri Sisku
Bitka pri Sisku se je v slovenski zgodovinski spomin vtisnila kot zmaga Slovencev nad Turki, ker so po njej prenehali turški vpadi v slovenske dežele. Bitka je potekala leta 1593, zmagala je krščanska stran, kljub temu da je Hasan paša zbral vojsko iz vsega bosenskega pašaluka in z njo oblegal trdnjavo Sisek. Krščanska vojska je oblikovala deblokadne enote, ki so obsegale slovenske, hrvaške, nemške in ogrske vojaške enote. Andrej Turjaški je vodil arkebuzirje, ki so se še posebej odlikovali z uspešnimi akcijami. Turška vojska je zato prenehala z obleganjem in se spustila v beg. Za bežočo vojsko je ostal celoten vojaški tabor, tako da je bil plen zmagovalcev bogat.
Zmago je krščanska stran glasno proslavila. Sprožil se je propagandni stroj, ki ga je obvladovala katoliška cerkev: zahvalne maše, pritrkavanja cerkvenih zvonov, zahvalne molitve in procesije, gradnja kapelic, iz obleke Hasan paše so sešili mašni plašč, da bi prikazali simbolno zmago krščanstva nad islamom. Po tej vojni so Habsburžani ustvarili trajno ravnotežje sil proti osmanskemu cesarstvu, za slovenske dežele pa je bilo konec turške nevarnosti.

### 19. stoletje
Napoleonove vojne in ustanovitev Ilirskih provinc je slovensko nacionalno zavest še dodatno spodbudilo. Po porazu Napoleonove armade, v kateri so se borili tudi Slovenci, je območje današnje Slovenije ponovno prešlo pod Avstrijsko cesarstvo. Drugo polovico 19. stoletja so zaznamovale številne bitke, v katerih so se slovenski polki izkazali kot zelo dobri in zanesljivi.

### Prva svetovna vojna
Prelom v slovenski vojaški zgodovini je predstavljala prva svetovna vojna. V njej so bili slovenski vojaki v sestavu Avstro-Ogrske armade. Ta se je takrat borila na treh glavnih bojiščih: vzhodnem, balkanskem in italijanskem. Čeprav je na vseh umrlo veliko vojakov slovenske narodnosti (izstopa predvsem vzhodno bojišče), je za slovenski narod najbolj pomembno italijansko bojišče, ki je dobršen del potekalo tudi čez slovensko ozemlje.  Na tem bojišču se je po dolgem času ponovno zgodilo, da se Slovenci nismo borili zgolj za tuje interese, temveč proti novemu okupatorju in za lasten obstanek. Po porazu Avstro-Ogrske armade leta 1918 se je na slovenskem ozemlju oblikovala prva slovenska vojska v sodobni zgodovini. Vodil jo je general Rudolf Maister in je štela okoli 12.000 vojakov. Njegovi vojski je v povojnem kaosu uspelo obdržati Maribor z zaledjem in vzhodno Koroško, ne pa tudi Primorske, ki je po vojni postala del Italije. Leta 1919 so njeni pripadniki postali sestavni del kraljeve jugoslovanske vojske.

### Povojna Jugoslavija in osamosvojitev
Po aprilski vojni leta 1941 je bilo slovensko ozemlje razkosano med tri okupatorje. Kmalu zatem se je v Sloveniji začel odpor in v letih 1941 do 1945 so bile ustanovljene prve slovenske partizanske enote, ki pa so po koncu druge svetovne vojne postale sestavni del jugoslovanske ljudske armade JLA (do leta 1951 samo JA)). Tako je ostalo vse do leta 1968, ko so države članice Varšavskega pakta napadle Češkoslovaško. Nepričakovan napad je jugoslovanske politike prepričal, da Jugoslavija potrebuje dodatne oborožene sile, in tako je bila ustanovljena Teritorialna obramba (TO).
Teritorialna obramba je bila takrat nekakšna pomožna sila jugoslovanske ljudske armada. Organizirana je bila v obliki odredov, ki so delovali v posameznih pokrajinah. V Sloveniji je bil poveljevalni jezik slovenski. prav tako je bila večina vojakov v TO Slovencev, zato so jo lokalni prebivalci dosti raje sprejemali kot enote JLA. Za oboroževanje TO so večinoma skrbele občine, prav to oboroževanje pa je motilo JLA. Zato so po letu 1974 začeli vodilne položaje v TO prevzemati častniki JLA. Zaradi demokratičnih sprememb v Sloveniji in teženj po odcepitvi je leta 1990 vodstvo Jugoslavije izdalo ukaz o razorožitvi TO, ki pa ni bil izpolnjen v celoti. Po zasedbi republiškega štaba TO (RŠTO) oktobra 1990 in zasegu orožja, je TO pretrgala vse povezave s JLA. Maja 1991 so se v TO začeli usposabljati prvi vojaški obvezniki, ki so slovenski državi prisegli 2. junija 1991. Petindvajsetega junija 1991 je Republika Slovenija razglasila samostojnost, s čimer se je začela t. i. desetdnevna vojna, ki je trajala od 26. junija do 7. julija. V vojni se je TO odlično izkazala, tako da je ob podpisu Brionske deklaracije imela pod svojim nadzorom celotno ozemlje Slovenje. Zadnji vojak JLA je Slovenijo zapustil 26. oktobra 1991.
Leta 1994 se je TO preoblikovala v slovensko vojsko (SV). Velika prelomnica slovenske vojske je bila ustanovitev profesionalne vojske in ukinitev naborniškega sistema leta 2003 ter vstop Slovenije v NATO in Evropsko unijo leta 2004. Od svoje ustanovitve pa do danes je SV sodelovala na številnih kriznih žariščih po svetu; Albanija, Ciper, Bosna in Hercegovina, Libanon, Kosovo, Čad in Afganistan.

## Struktura
Slovenska vojska je organizirana kot enotna vojska brez delitve na zvrsti, ter deluje na strateški, operativni in taktični ravni. Na strateški ravni deluje Generalštab Slovenske vojske (GŠSV), na operativni ravni delujeta Poveljstvo sil ter Poveljstvo za doktrino razvoj, izobraževanje in usposabljanje (PDRIU), na taktični ravni pa delujejo brigade in bataljoni.
Glede na svojo organiziranost vojska opravlja naloge na kopnem, v zraku in na morju.
Deli se na naslednje rodove:
- pehota
- oklepne enote
- letalstvo
- pomorstvo
- artilerija
- zračna obramba
- inženirstvo
- jedrsko-radiološko-kemično-biološka obramba
- zveze

Glede na vlogo v delovanju se sile SV delijo na:
- sile za bojevanje (10. MOTB, 20. MOTB, 74. MOTB, 132. gorski bataljon, 45. oklepni bataljon, enota za specialno delovanje)
- sile za bojno podporo (18. bataljon JRKBO, 14. inženirski bataljon, 460. artilerijski bataljon, 430. pomorski divizion, 9. bataljon zračne obrambe, 17. bataljon vojaške policije)
- sile za zagotovitev delovanja (670. poveljniško-logistični bataljon, 15. helikopterski bataljon, 107. letalska baza, 157. logistični bataljon, vojaška zdravstvena enota)
- sile za podporo poveljevanje (5. obveščevalno-izvidniški bataljon, 11. bataljon za zveze, 16. bataljon za nadzor zračnega prostora, verifikacijski center, vojaški vikariat, enota za protokol, orkester SV, oddelek za nadzor plovnosti in varnost letenja)

## Naloge in sestava

### Naloge
Glavne naloge slovenske vojske so:
- izvajanje obrambe Republike Slovenije (mobilizacija, ofenzivno in defenzivno delovanje, odvračanje agresije, vzpostavljanje suverenosti na ozemlju RS, ...)
- pomoč ob naravnih in drugih nesrečah (poplave, potresi, požari...)
- prispevanje k mednarodnemu miru in stabilnosti (različne mirovne operacije po svetu)

### Sestava
Slovenska vojska je sestavljena iz:
- Pripadnikov stalne sestave
- Pripadnikov rezervne sestave
- Prostovoljcev

Stalna sestava so poklicni pripadniki Slovenske vojske, rezervna pa državljani, ki sklenejo pogodbo o službi v rezervni sestavi, in vojaški obvezniki, ki so dolžni služiti v rezervni sestavi. Prostovoljci so vojaški obvezniki, ki se sami odločijo za trimesečno vojaško usposabljanje.
| SESTAVA SV - podatki za avgust 2024 | ŠTEVILO | DELEŽ   |
| ----------------------------------- | ------- | ------- |
| Stalna sestava                      | 6194    | 87,02 % |
| Pogodbena rezerva                   | 994     | 12,98 % |
| Skupaj                              | 7118    | 100 %   |

STALNA  SESTAVA SV
Stalna sestava so poklicni pripadniki vojske: vojaki, podčastniki, častniki in vojaški uslužbenci (vojaške osebe) ter civilne osebe. Civilne osebe delajo v vojski, vendar ne opravljajo vojaške službe.
| STALNA SESTAVA - podatki za avgust 2024 | ŠTEVILO | DELEŽ   |
| --------------------------------------- | ------- | ------- |
| Častniki                                | 1009    | 16,29 % |
| Podčastniki                             | 1779    | 28,67 % |
| Vojaki                                  | 2159    | 34,68 % |
| Vojaški uslužbenci                      | 814     | 13,24 % |
| Civilne osebe                           | 430     | 6,94 %  |
| Skupaj                                  | 6194    | 100 %   |

## Vojaški vikariat
Vojaški vikariat Slovenske vojske je osrednja ustanova Slovenske vojske, ki skrbi za izvajanje duhovne oskrbe pripadnikov Slovenske vojske, ne glede na njihovo veroizpoved in politično prepričanje.

## Oborožitev in oprema

### PEHOTNA IN PODPORNA OBOROŽITEV
| MODEL                   | SLIKA | IZVOR        | VRSTA                                     | KALIBER              | PODROBNOST |
| ----------------------- | ----- | ------------ | ----------------------------------------- | -------------------- | ---------- |
| PIŠTOLE                 |       |              |                                           |                      |            |
| Beretta 92FS            |       | italija      | Polavtomatska pištola                     | 9 × 19 mm Parabellum |            |
| Arex REX Zero 1S        |       | slovenija    | Polavtomatska pištola                     | 9 × 19 mm Parabellum |            |
| SIG Sauer P226          |       | švica        | Polavtomatska pištola                     | 9 × 19 mm Parabellum |            |
| BRZOSTRELKA             |       |              |                                           |                      |            |
| Heckler & Koch MP5      |       | nemčija      | mitraljez                                 | 9 × 19 mm Parabellum |            |
| ŠIBRENICA               |       |              |                                           |                      |            |
| Benelli M4              |       | italija      | puška                                     | 12 merilnik          |            |
| JURIŠNE PUŠKE           |       |              |                                           |                      |            |
| FN F2000                |       | belgija      | jurišna puška                             | 5,56×45 mm NATO      |            |
| FN SCAR                 |       | belgija      | jurišna puška                             | 7,62 × 51 mm NATO    |            |
| Zastava M70             |       | jugoslavija  | jurišna puška                             | 7.62×39mm            |            |
| MITRALJEZ               |       |              |                                           |                      |            |
| FN Minimi Para          |       | belgija      | Lahki puškomitraljez                      | 5,56×45 mm NATO      |            |
| FN MAG                  |       | belgija      | Mitraljez za splošne namene               | 7,62 × 51 mm NATO    |            |
| M2HB                    |       | belgija      | Težki mitraljez                           | 12,7×99 mm NATO      |            |
| OSTROSTRELNE PUŠKE      |       |              |                                           |                      |            |
| Steyr SSG 69            |       | avstrija     | Ostrostrelna puška z zaklepnim delovanjem | 7,62 × 51 mm NATO    |            |
| Sako TRG                |       | finska       | Ostrostrelna puška z zaklepnim delovanjem | 7,62 × 51 mm NATO    |            |
| PGM Ultima Ratio        |       | francija     | Ostrostrelna puška z zaklepnim delovanjem | 7,62 × 51 mm NATO    |            |
| PGM Mini Hecate         |       | francija     | Ostrostrelna puška z zaklepnim delovanjem | .338 Lapua Magnum    |            |
| PGM Hécate II           |       | francija     | Ostrostrelna puška z zaklepnim delovanjem | 12,7×99 mm NATO      |            |
| METALCI GRANAT          |       |              |                                           |                      |            |
| Heckler & Koch GMG      |       | nemčija      | Avtomatski metalec granat                 | 40x53 mm HV          |            |
| Milkor MGL              |       | južna afrika | Revolverski metalec granat                | 40×46 mm LV          |            |
| GL1                     |       | belgija      | Metalec granat                            | 40×46 mm LV          |            |
| PROTIOKLEPNA OBOROŽITEV |       |              |                                           |                      |            |
| Spike LR                |       | IZRAEL       | Protitankovska vodena raketa              | 170 mm               |            |
| RGW 90                  |       | NEMČIJA      | Netrzajna puška za enkratno uporabo       | 90 mm                |            |
| Carl Gustav M4          |       | ŠVEDSKA      | Netrzajn                                  | 84 mm                |            |

### ARTILERIJA
| MODEL             | SLIKA | IZVOR       | VRSTA          | KALIBER | V SLUŽBI | OPOMBE |
| ----------------- | ----- | ----------- | -------------- | ------- | -------- | ------ |
| Soltam M71 (M839) |       | IZRAEL      | VLEČNA HAVBICA | 155 mm  | 18       |        |
| Soltam K6         |       | IZRAEL      | TEŽKI MINOMET  | 120 mm  | 50       |        |
| M69               |       | JUGOSLAVIJA | 82 mm MINOMET  | 82 mm   | NEZNANO  |        |
| M57               |       | JUGOSLAVIJA | 60 mm MINOMET  | 60 mm   | NEZNANO  |        |

### ZRAČNA OBRAMBA
| MODEL      | SLIKA | IZVOR           | VRSTA                           | KALIBER | ŠTEVILKA | OPOMBE        |
| ---------- | ----- | --------------- | ------------------------------- | ------- | -------- | ------------- |
| 9K38 Igla  |       | SOVJETSKA ZVEZA | Prenosni zračni obrambni sistem | 72 mm   | NEZNANO  |               |
| IRIS-T SLM |       | NEMČIJA         | SAM sistem                      | 127 mm  | 0/1      | 1 po naročilu |

### BOJNA VOZILA
| slika                    | vozilo         | izvor                   | vrsta                                        | različica                  | v službi | opombe                                                   |
| ------------------------ | -------------- | ----------------------- | -------------------------------------------- | -------------------------- | -------- | -------------------------------------------------------- |
| TANKI                    |                |                         |                                              |                            |          |                                                          |
|                          | M-84           | JUGOSLAVIJA             | GLAVNI BOJNI TANK                            |                            | 57       |                                                          |
|                          | T-55           | SOVJETSKA ZVEZA         | GLAVNI BOJNI TANK                            | M-55S1                     | 30       | 28 PODARJENIH UKRAJINI                                   |
| OKLEPNI TRANSPORTER      |                |                         |                                              |                            |          |                                                          |
|                          | Pandur I (6×6) | SLOVENIJA               | OKLEPNI TRANSPORTER                          | LKOV VALUK                 | 85       | 20 PODARJENIH UKRAJINI                                   |
|                          | PATRIA AMV     | FINSKA                  | OKLEPNI TRANSPORTER                          | SKOV SVARUN                | 30+106   |                                                          |
|                          | BOV            | JUGOSLAVIJA             | OKLEPNI TRANSPORTER                          | BOV-3/ BOV-M               | 12 28    | V REZERVI, 26 PODARJENIH UKRAJINI                        |
| IZVIDNIŠKA VOZILA        |                |                         |                                              |                            |          |                                                          |
|                          | OTOKAR KOBRA   | TURČIJA                 | OKLEPNI TRANSPORTE                           | LKVO KOBRA                 | 10       | V RAZLICICI RKBO                                         |
| LAHKA VEČNAMENSKA VOZILA |                |                         |                                              |                            |          |                                                          |
|                          | OSHKOSH JLTV   | ZDRUŽENE DRŽAVE AMERIKE | LAHKO BOJNO TAKTIČNO TERENSKO VOZILO         | OSHKOSH JLTV (PERUN)       | 161      |                                                          |
|                          | LKOV HMMWV     | ZDRUŽENE DRŽAVE AMERIKE | VEČNAMESNKO KOLESNO VOZILO VISOKE MOBILNOSTI | HMMWV M-1114/ HMMWV M-1511 | 42       | 20 PODARJENIH UKRAJINI; POČASI BODO ZAMENJANI Z OSHKOSHI |
| MRAP                     |                |                         |                                              |                            |          |                                                          |
|                          | COUGAR JERRV   | ZDRUŽENE DRŽAVE AMERIKE | PEHOTNO MOBILNOSTNO VOZILO                   | COUGAR HE                  | 7        |                                                          |

- LOGISTIKA

| SLIKA                    | VIZILO                           | IZVOR                   | VRSTA                         | V SLUŽBI | OPOMBE |
| ------------------------ | -------------------------------- | ----------------------- | ----------------------------- | -------- | ------ |
|                          | HX 8x8 RMMV RHEINMETALL          | NEMČIJA                 | Tovornjaki za prevoz in vodo  | 40       |        |
|                          | Mercedes-Benz Actros             | NEMČIJA                 | Vojaški tovornjak             |          |        |
|                          | Iveco T-serije                   | ITALIJA                 | Vojaški tovornjak             |          |        |
|                          | MAN 15 TMILGL W A1               | NEMČIJA                 | Vojaški tovornjak             |          |        |
|                          | Unimog                           | NEMČIJA                 | Vojaški tovornjak             | 30       |        |
|                          | TAM 150 T11 B/BV                 | JUGOSLAVIJA             | Vojaški tovornjak             |          |        |
|                          | TAM 110 T7 B/BV                  | JUGOSLAVIJA             | Vojaški tovornjak             |          |        |
|                          | Toyota MMV Survivor Land Cruiser | JAPONSKA                | Vojaško lahko terensko vozilo | 91       |        |
|                          | MRZR                             | ZDRUŽENE DRŽAVE AMERIKE | Vojaško lahko terensko vozilo | NEZNANO  |        |
| OKLEPNO REŠEVALNA VOZILA |                                  |                         |                               |          |        |
|                          | JVBT-55                          | ČEHOSLOVAŠKA            | Oklepno reševalno vozilo      | 7        |        |
|                          | VT-55                            | ČEHOSLOVAŠKA            | Oklepno reševalno vozilo      | 2        |        |
| NOSILEC MOSTU            |                                  |                         |                               |          |        |
|                          | MT-55                            | ČEHOSLOVAŠKA            | Most z oklepnimi vozili       | 4        |        |

### LETALA IN HELIKOPTERJI
| SLIKA                    | LETALA               | IZVOR                   | VRSTA         | RAZLIČICA                    | V SLUŽBI | OPOMBE |
| ------------------------ | -------------------- | ----------------------- | ------------- | ---------------------------- | -------- | --- |
| BOJNA LETALA             |                      |                         |               |                              |          | |
|                          | PILATUS PC-9         | ŠVICA                   | LAHKI NAPAD   | PC-9M HUDOURNIK              | 9        | |
| TRANSPORT                |                      |                         |               |                              |          | |
|                          | L-410 Turbolet       | ČESKA                   | TRANSPORT     |                              | 1        | |
|                          | Alenia C-27J Spartan | ITALIJA                 | TRANSPORT     |                              | 2        | 19.12.2023 je slovenska vojska prevzela svojega prvega spartana 19.3.2023 je vlada naročila še drugo letalo |
|                          | Falcon 2000 EX       | FRANCIJA                | VIP TRANSPORT |                              | 1        | |
|                          | Pilatus PC-6         | ŠVICA                   | TRANSPORT     |                              | 2        | |
| HELIKOPTERJI             |                      |                         |               |                              |          | |
|                          | BELL 412             | ZDRUŽENE DRŽAVE AMERIKE | VEČNAMENSKI   |                              | 8        | |
|                          | Eurocopter AS532     | FRANCIJA                | TRANSPORTNI   |                              | 4        | |
|                          | AgustaWestland AW139 | ITALIJA                 | VEČNAMENSKI   | AW139M                       | 0/6      | NAROČENIH 6                                                                                                 |
| TRENERSKA LETALA         |                      |                         |               |                              |          | |
|                          | Velis Electro        | SLOVENIJA               | TRENAŽNI      |                              | 5        | |
|                          | Zlín Z 43            | ČEŠKA                   | TRENAŽNI      | Zlín Z 143                   | 2        | |
|                          | Zlín Z-242           | ČEŠKA                   | TRENAŽNI      |                              | 8        | |
|                          | BELL 206             | ZDRUŽENE DRŽAVE AMERIKE | TRENAŽNI      |                              | 4        | |
| UAV                      |                      |                         |               |                              |          | |
|                          | Bramor C4EYE         | SLOVENIJA               | IZVIDOVANJE   |                              | 16       | |
| GAŠENJE POŽAROV IZ ZRAKA |                      |                         |               |                              |          | |
|                          | Air Tractor AT-802   | ZDRUŽENE DRŽAVE AMERIKE | Dušilec ognja | Air Tractor AT-802 FIRE BOSS | 4        | leta 2023 je bila podpisana pogodba pogodba za nakup 4 letal                                                |

### MORNARICA
| SLIKA | LADJA                       | IZVOR  | VRSTA           | V SLIŽBI | OPOMBE |
| ----- | --------------------------- | ------ | --------------- | -------- | ------ |
|       | VEČNAMENSKA LADJA TRIGLAV   | RUSIJA | PATRULJNA LADJA | 1        |        |
|       | HITRI PATRULNI ČOLN ANKARAN | IZRAEL | PATRULNA LADJA  | 1        |        |

### NOVA OPREMA
| SLIKA | OPREMA            | DRŽAVA         | VRSTA                              | ŠTEVILO | OPOMBE |
| ----- | ----------------- | -------------- | ---------------------------------- | ------- | ------ |
|       | Spike LR2         | izrael         | protitankovska vodena raketa       | 50      |        |
|       | Patria AMV        | finska         | Oklepni transporter                | 106     |        |
|       | Logistična vozila | europska unija | Logistična vozila                  | neznano |        |
|       | CEZAR             | francija       | Samohodna havbica                  | 18      |        |
|       | Mistral           | francija       | Raketa zemlja-zrak kratkega dosega | neznano |        |

## Vojaški objekti
- Vojašnica Cerklje ob Krki
- Vojašnica Franca Rozmana - Staneta (Ljubljana–Moste)
- Vojašnica generala Maistra (Maribor)
- Vojašnica Ivana Cankarja (Vrhnika)
- Vojašnica Kranj
- Vojašnica Franca Uršiča (Novo mesto)
- Vojašnica Postojna
- Vojašnica Šentvid
- Kadetnica Maribor
- Vojašnica Franca Rozmana - Staneta (Celje)
- Vojašnica Bohinjska Bela
- Vojašnica Janka Premrla - Vojka (Vipava)
- Vojašnica Murska Sobota
- Vojašnica Pivka
- Vojašnica Slovenska Bistrica
- Vojašnica Slovenski pomorščaki (Ankaran)
- Vojašnica Ajševica/Center za jezikoslovno usposabljanje Partnerstva za mir (Ajševica)

## SV in mednarodni odnosi
Slovenska vojska sodeluje na številnih mirovnih operacijah in mednarodnih vojaških vajah.
Mirovne operacija:
| Operacija        | Organizator | Kraj       | Čas       |
| ---------------- | ----------- | ---------- | --------- |
| ALBA             | OVSE        | Albanija   | 1997      |
| AFOR             | NATO        | Albanija   | 1998      |
| UNTSO            | OZN         | Sirija     | 1998-2010 |
| UNIFIL           | OZN         | Libanon    | 2005-2010 |
| UNMIC            | OZN         | Kosovo     | 1999-2002 |
| KFOR             | NATO        | Kosovo     | 2000-2010 |
| UNFYC            | OZN         | Ciper      | 1997-2001 |
| OHR              | OZN         | BiH        | 2001-2003 |
| SFOR-LHO         | NATO        | BiH        | 1997-2004 |
| SFOR-MSU         | NATO        | BiH        | 1999-2004 |
| SFOR-MNB         | NATO        | BiH        | 2002-2004 |
| SFOR-ROLE1       | NATO        | BiH        | 2000-2004 |
| SFOR-HQ          | NATO        | BiH        | 2001-2004 |
| SFOR-NSE         | NATO        | BiH        | 2003-2004 |
| Joint Enterprise | NATO        | BiH        | 2005-2010 |
| ALTHEA           | EUFOR       | BiH        | 2005-2010 |
| ISAF             | NATO        | Afganistan | 2004-2010 |
| CENTCOM          | NATO        | ZDA        | 2004-2010 |
| CONCORDIA        | EU          | Makedonija | 2003      |

Mednarodne vojaške vaje:
| Ime vaje                 | Čas  |
| ------------------------ | ---- |
| Cooperative Nugget (ZDA) | 1997 |
| Cooperative Key          | 2002 |
| Cunning Wassel           | 2002 |
| Clever Ferret            | 2003 |
| Elite                    | 2003 |

## Nakup opreme
Na ministrstvu za obrambo se trenutno razpravlja o nakupu 14 oklepnikov Pandur EVO. Čakajo na odločitev nove vlade za nakup. Sicer pa je novi obrambni minister Matej Tonin glede 56 oklepnikov Boxer že preden je prišel na položaj obrambnega ministra hotel, da dokončajo nakup Boxer (armoured fighting vehicle) zato je možnost če bodo uredili problem s ceno oklepnika, da bodo namesto 14 oklepnikov Pandur EVO kupili 56 Boxerjev, kar bo pripomoglo k izgradnji dveh srednjih bataljonskih bojnih skupin.
| GLAVNI NAKUPI                | ŠTEVILO | CENA       | DOBAVA    |
| ---------------------------- | ------- | ---------- | --------- |
| Joint Light Tactical Vehicle | 91      | 33.000.000 | 2023-2024 |
| GTK Boxer 8x8                | 45      | ?          | 2024-2026 |
| Alenia C-27J Spartan         | 1       | 72.000.000 | 2021-2026 |
| Eurocopter AS532 Cougar      | 2       | ?          | 2021-2026 |